# 미로즈역
미로즈역(일본어: 見老津駅, みろづえき)은 일본 와카야마현 니시무로군 스사미정에 있는, 서일본 여객철도의 철도역이다. 기세이 본선이 지나가며, 기노쿠니 선 소속 열차들을 이용할 수 있다.

## 역 구조
섬식 1면 2선 구조의 지상역으로, 열차끼리의 교행이 가능하다. 역사는 선로 서쪽에 있으며, 승강장과는 건널목으로 이어져있다. 신구역이 관리하는 무인역으로, 승차역 증명서 발행기가 있다.

### 승강장
| 1 | ■ 기노쿠니 선 | 기이타나베 · 와카야마 방면 |
| 2 | ■ 기노쿠니 선 | 구시모토 · 신구 방면       |

## 역세권 정보
- 국도 제42호선
- 오헤치

## 역사
- 1938년 9월 7일 - 일본국유철도의 역으로 개업하였다.
- 1987년 4월 1일 - 민영화에 따라 서일본 여객철도의 소속이 되었다.

## 인접역
| 서일본 여객철도 기세이 본선 | 서일본 여객철도 기세이 본선 | 서일본 여객철도 기세이 본선 |
| --------------------------- | --------------------------- | --------------------------- |
| 시·종착역                   | ■ 기노쿠니 선 보통          | 시·종착역                   |